# Мострансавто
Акционерное общество (АО) «Мостранса́вто» — автотранспортное предприятие, охватывающее своей деятельностью Московскую область, а также частично Москву (пригородные автобусные маршруты) и сопредельные регионы (Тульская, Калужская, Рязанская, Тверская области).

## История
11 августа 1924 года состоялось пленарное заседание Президиума Моссовета, на котором было решено поэтапно приступить к организации пригородного автобусного сообщения, затем к транспортному обслуживанию промышленных городов Московской губернии. Первые автобусы в Подмосковье появились на улицах Серпухова, Коломны, Орехово-Зуева, Подольска, Ногинска и некоторых других городов в 1925—1926 годы. С этого времени «Мострансавто» ведёт отсчёт своего возраста.

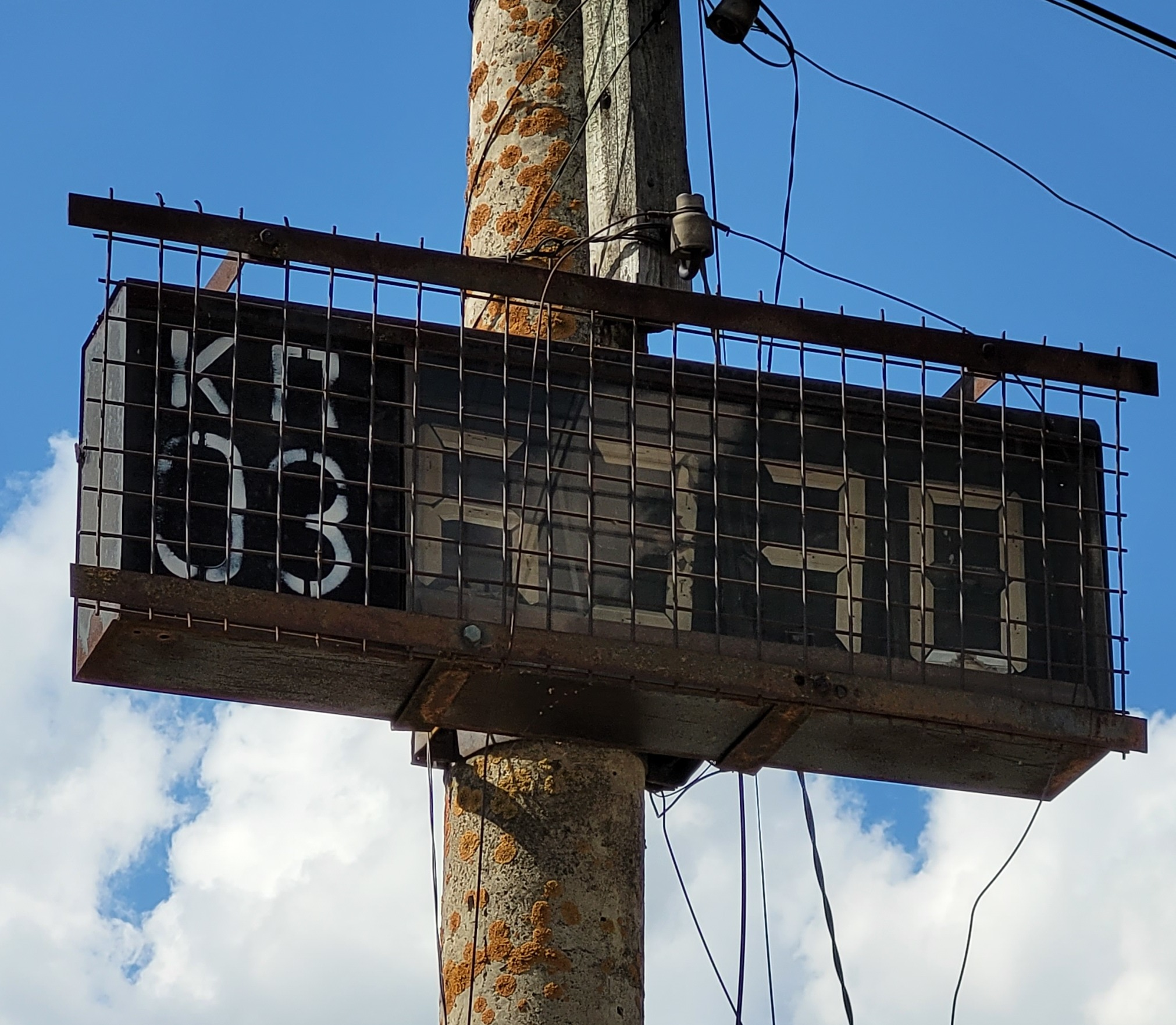
Лепестковое табло - контрольный пункт для водителей автобуса на конечной. Использовалось в 1990-е годы

В 1992 году «Мострансавто» перешло из государственной собственности в областную; сократилась финансовая поддержка. Если раньше в течение года обновлялось 12% подвижного состава и примерно столько же проходило капитальный ремонт, то после перестройки количество новых автобусов резко уменьшилось, а ремонтировать автобусы стали больше не на специализированных заводах, а в мастерских при предприятиях. Изменилось и финансовое положение «Мострансавто», поскольку помимо государственного перевозчика появилось большое количество частных.
Для выхода из кризиса предприятия «Мострансавто» вышли на рынок коммерческих перевозок (для этого было взято в лизинг почти 1000 микроавтобусов «Газель»), а также появились дальние маршруты, в основном параллельные основным железнодорожным направлениям.
Начиная с 1993 года стали закупаться бывшие в употреблении автобусы иностранного производства, в основном марок Ikarus, Mercedes-Benz и MAN. В начале 2000-х пришла большая партия израильских автобусов Haargaz на шасси Mercedes-Benz O303 для обслуживания междугородних маршрутов.
2001 год стал для «Мострансавто» переломным. Предприятия «Мострансавто» получили большие партии новых автобусов. Помимо всего прочего стало производиться строительство и реконструкция автовокзалов и автостанций. В последние годы были построены удобные вокзалы в Сергиевом Посаде, Чехове, Клину, Луховицах, Серебряных Прудах, Домодедово, Егорьевске, Воскресенске, Коломне и в других городах Московской области. Стали разрабатываться и другие программы (в том числе и по автоматизации производства), направленные в конечном счёте на улучшение качества перевозки пассажиров.
В 2005 году поступила первая партия новых автобусов Scania OmniLink, что позволило заменить старые автобусы на пригородных и междугородних маршрутах.
В 2007 году на условиях лизинга в «Мострансавто» поступила крупная партия новых пригородных автобусов из Турции марки Mercedes-Benz Conecto, что позволило заменить выработавшие срок службы машины на пригородных и междугородных маршрутах.
Начиная с середины 2010-х годов в «Мострансавто» поступила крупная партия автобусов ЛиАЗ-5292 нескольких модификаций, а в 2015 году — крупная партия новых автобусов ЛиАЗ-4292.60, которые работают на внутригородских, внутрирайонных маршрутах Московской области, а также пригородных маршрутах Москвы и Московской области, бывших во владении ГУП «Мосгортранс». Данная партия автобусов полностью заменила выработавший свой срок службы старые автобусы ЛиАЗ-5256, и прочие старые автобусы различных модификаций, работавшие на внутригородских и внутрирайонных маршрутах Московской области.
В 2019 году произошла реорганизация ГУПа «Мострансавто» в АО.
Начиная с 2020 года в «Мострансавто» стала поступать пригородная версия автобуса ЛиАЗ-5292.65, которая должна полностью заменить выработавшие свой срок автобусы Scania OmniLink и прочих других марок, пришедших в середине 2000-х годов.
С июля 2021 года по октябрь 2022 года АО «Мострансавто» руководил генеральный директор Смирнов Сергей Алексеевич.
С 16 мая 2022 года запущен сервис пассажирских перевозок по требованию «НамПоПути».
С 18 июня 2022 года в автобусах АО «Мострансавто» и других областных перевозчиков отменена оплата наличными.
По состоянию на конец июня 2022 года АО «Мострансавто» находилось на грани банкротства. Правительство Московской области, чтобы избежать процедуры банкротства, запустило процедуру санации предприятия. В рамках постановления №659/18 от 23 июня 2022 года «О принятии мер в целях предупреждения банкротства и восстановления платежеспособности (санация) акционерного общества «МОСТРАНСАВТО»:
- предусмотрено выделение финансовых средств из бюджета (до 3 800 000 000 ₽);
- необходимо уменьшить кредиторскую задолженность;
- недопустимы приостановки деятельности по состоянию на 1 января 2023 года;
- предприятие ждут серьёзные сокращения — планируется сократить до 20% сотрудников[6][7].

В августе 2022 года Правительство Московской области передало предприятию партию из 110 новых автобусов ЛиАЗ-4292.60 синего цвета.
30 сентября Смирнов Сергей Алексеевич покинул пост генерального директора АО «Мострансавто». 3 октября 2022 года новым директором был назначен Кайгородов Сергей Владимирович.
Зимой 2022-2023 годов состоялись две поставки автобусов: в декабре 2022 года — 20 новых автобусов ЛиАЗ-5292.65, в январе 2023 года — 49 новых ЛиАЗ-4292.60 в окраске Московской области. С февраля по июль поступило 80 автобусов НЕФАЗ-5299-40-52 (городской модификации) и 326 автобусов НЕФАЗ-5299-31-52 (пригородной модификации). Также началась поставка автобусов ГАЗель City.
10 августа 2023 года на портале госзакупок был размещён аукцион «Оказание услуг по оценке рыночной стоимости 100 % доли участия в уставном капитале ООО «РАНД-ТРАНС», а также проведению экспертизы саморегулируемой организации оценщиков на отчет об оценке». Заказчиком выступает АО «Мострансавто». Позднее закупка была отменена, а 15 августа был размещён аукцион «оказание услуг по оценке рыночной стоимости 100 % доли участия в уставном капитале ООО «Стаффтранс», а также проведению экспертизы саморегулируемой организации оценщиков на отчет об оценке» (заказчик — так же АО «Мострансавто»). Предполагается, что «Мострансавто» планирует выкупить данные юрлица вместе с автобусами и водителями.

## Структура
Начиная с 2020 года произошло объединение ряда автотранспортных предприятий в так называемые межрайонные автотранспортные предприятия (МАП) в количестве 12 штук.
| № | Производственные базы             | Адрес                                   |
| - | --------------------------------- | --------------------------------------- |
| 1 | Производственная база «Жуковский» | г. Жуковский, ул. Чкалова, 49           |
| 2 | Производственная база «Лыткарино» | г. Лыткарино, промзона Тураево, стр. 15 |

| № | Производственные базы               | Адрес                            |
| - | ----------------------------------- | -------------------------------- |
| 1 | Производственная база «Бронницы»    | г. Бронницы, ул. Строительная, 6 |
| 2 | Производственная база «Воскресенск» | г. Воскресенск, ул. Заводская, 7 |
| 3 | Производственная база «Луховицы»    | г. Луховицы, ул. Пушкина, 132    |
| 4 | Производственный участок «Озеры»    | г. Озеры, ул. Свердлова, 64      |

| № | Производственные базы                       | Адрес                                                               |
| - | ------------------------------------------- | ------------------------------------------------------------------- |
| 1 | Производственный участок «Барыбино»         | г. Домодедово, мкр. Барыбино, ул. Коммуны Герольд, 14А              |
| 2 | Производственная база «Ступино»             | г. Ступино, ул. Пристанционная, владение 10/1                       |
| 3 | Производственный участок «Малино»           | г.о. Ступино, р.п. Малино, ул. Школьная, вл. 9                      |
| 4 | Производственный участок «Кашира»           | г.о. Кашира, г. Кашира, ул. Клубная, 6                              |
| 5 | Производственный участок «Серебряные пруды» | г.о. Серебряные Пруды, р.п. Серебряные Пруды, ул. Привокзальная, 18 |

| № | Производственные базы                         | Адрес                                                  |
| - | --------------------------------------------- | ------------------------------------------------------ |
| 1 | Производственная база «Егорьевск»             | г. Егорьевск, ул. Владимирская, 10                     |
| 2 | Производственная база «Шатура»                | г. Шатура, Транспортный проезд, 18                     |
| 3 | Производственный участок «Дмитровский Погост» | г.о. Шатура, с. Дмитровский Погост, ул. Октябрьская, 2 |
| 4 | Производственный участок «Рошаль»             | г. Рошаль, ул. Лесная, 5                               |

| № | Производственные базы            | Адрес                                                      |
| - | -------------------------------- | ---------------------------------------------------------- |
| 1 | Производственная база «Серпухов» | г. Серпухов, ул. Полевая, 3                                |
| 2 | Производственная база «Чехов»    | г.о. Чехов, д. Манушкино, тер. «Промзона-Манушкино», вл. 2 |

| № | Производственные базы                | Адрес                               |
| - | ------------------------------------ | ----------------------------------- |
| 1 | Производственная база «Звенигород»   | г. Звенигород, ул. Московская, 45   |
| 2 | Производственная база «Можайск»      | г. Можайск, ул. Бородинская, 37     |
| 3 | Производственная база «Наро-Фоминск» | г. Наро-Фоминск, ул. Московская, 26 |
| 4 | Производственная база «Руза»         | г. Руза, ул. Красная, 57            |
| 4 | Производственный участок «Верея»     | г. Верея, ул. 1-я Советская, 86     |

| № | Производственные базы                | Адрес                                                   |
| - | ------------------------------------ | ------------------------------------------------------- |
| 1 | Производственная база «Волоколамск»  | г. Волоколамск, ул. Ленина, 42                          |
| 2 | Производственный участок «Шаховская» | г.о. Шаховская, р.п. Шаховская, Волочановское шоссе, 1А |

| № | Производственные базы                 | Адрес                                |
| - | ------------------------------------- | ------------------------------------ |
| 1 | Производственная база «Клин»          | г. Клин, Волоколамское шоссе, 46     |
| 2 | Производственная база «Солнечногорск» | г. Солнечногорск, ул. Обуховская, 46 |

| № | Производственные базы           | Адрес                           |
| - | ------------------------------- | ------------------------------- |
| 1 | Производственная база «Дмитров» | г. Дмитров, ул. Промышленная, 4 |
| 2 | Производственная база «Талдом»  | г. Талдом, Юркинское шоссе, 2   |

| № | Производственные базы                 | Адрес                                   |
| - | ------------------------------------- | --------------------------------------- |
| 1 | Производственная база «Ивантеевка»    | г. Ивантеевка, Центральный проезд, 21   |
| 2 | Производственная база «Сергиев Посад» | г. Сергиев Посад, Ярославское шоссе, 2А |
| 3 | Производственная база «Мытищи»        | г. Мытищи, Олимпийский проспект, 44     |

| № | Производственные базы                        | Адрес                                                             |
| - | -------------------------------------------- | ----------------------------------------------------------------- |
| 1 | Производственная база «Щёлково»              | г. Щелково, ул. Заречная, 84                                      |
| 2 | Производственный участок «Фряново»           | г.о. Щёлково, р.п. Фряново, ул. Фабричная, стр. 17                |
| 3 | Производственный участок «Лосино-Петровский» | г.о. Лосино-Петровский, г. Лосино-Петровский, ул. Кирова, стр. 13 |

| № | Производственные базы                    | Адрес                                                                        |
| - | ---------------------------------------- | ---------------------------------------------------------------------------- |
| 1 | Производственная база «Орехово-Зуево»    | г. Орехово-Зуево, Малодубенское шоссе, 8                                     |
| 2 | Производственная база «Павловский Посад» | г. Павловский Посад, Мишутинское шоссе, 64                                   |
| 3 | Производственная база «Электросталь»     | г. Электросталь, ул. Красная, 3                                              |
| 4 | Производственный участок «Черноголовка»  | г. Черноголовка, ул. 3-й Проезд, 8                                           |
| 5 | Производственный участок «Куровское»     | г.о. Ликино-Дулёво (Орехово-Зуевский г.о.), г. Куровское, Новинское шоссе, 3 |

| Название                  | Адрес                                      |
| ------------------------- | ------------------------------------------ |
| Коломенский ОАРЗ РТИ      | г. Коломна, ул. Октябрьской Революции, 141 |
| Пансионат Нара            | Наро-Фоминский р-н, дер. Турейка           |
| Управление МТС г. Ногинск | г. Ногинск, ул. 3-го Интернационала, 153   |

## Деятельность

### Пригородные перевозки
Большую часть в пассажирских перевозках занимают пригородные перевозки. Большим спросом у населения пользуются маршруты, соединяющие крупные города Московской области с Москвой. В зависимости от конкретного выхода могут быть как социальными (с предоставлением всех льгот по оплате проезда), так и договорными (коммерческими). В последнее время большинство пригородных автобусных маршрутов переведены с коммерческих выходов на социальные.
За 2023 год в Московской области совершено почти 403 миллиона поездок (рост относительно 2022 года - 13%). За 10 месяцев 2023 года - пассажиры Подмосковья совершили свыше 173 миллионов поездок по социальным картам.

### Городские перевозки
Значительная часть населения Московской области живет в городах, поэтому перевозка пассажиров по внутригородским маршрутам — одно из основных направлений деятельности «Мострансавто». И также как и в случае с пригородными перевозками, они могут быть как социальными (в режиме транспорта общего пользования, с предоставлением всех льгот по оплате проезда), так и договорными (коммерческими). Также «Мострансавто» обслуживал компенсационные маршруты автобусов, запущенные в Москве на период реконструкции платформы «Яуза» в 2016 году.

### Междугородные перевозки
«Мострансавто» выполняет также междугородные рейсы повышенной комфортности. С 2005 года междугородные маршруты работают в договорном режиме (без предоставления льгот).

### Международные перевозки
Отдел транспортно-туристской деятельности «Мострансавто» оказывает транспортно-туристические услуги через широкую сеть туристических отделов, открытых на базе филиалов предприятия. Для обеспечения надлежащего исполнения услуг «Мострансавто» заключен договор страхования гражданской ответственности с ЗАО «Авикос», которое обеспечивало финансовую гарантию туроператорской деятельности в размере 10 млн ₽.

### Проекты и нововведения

#### Работа с проектом «Лиза Алерт»
В декабре 2018 года АО «Мострансавто» и организация «Лиза Алерт» договорились о совместной работе по поиску пропавших людей. В рамках этой работы информационные листовки организации появились в автобусах, прикассовых зонах автовокзалов и автостанций, а также диспетчерских филиалов.

#### Мобильные библиотеки
В феврале 2019 года запущена в работу мобильная библиотека. Пассажиры смогут бесплатно получить доступ к библиотеке с помощью QR-кода, которые можно найти на ряде автостанций и автовокзалов, а также в 150 автобусах 8 филиалов АО «Мострансавто».

#### Газеты в автобусах
С 2019 года в автобусах распространяются газеты региональных изданий. Для этого в автобусах размещены специальные карманы.

#### Сервис пассажирских перевозок по требованию «НамПоПути»
5 мая 2022 года Министерство транспорта и дорожной структуры Московской области объявило о запуске сервиса пассажирских перевозок по требованию «НамПоПути». С 16 мая по 20 июня 2022 года сервис заработал в тестовом режиме в Красногорске (для 200 участников фокус-группы):
- Маршрут — жилые комплексы «Земледелец» и «Изумрудные Холмы» —  Опалиха;
- Автобусы — 3 автобуса малого класса;
- Стоимость проезда — 1 ₽.

С 6 июля 2022 года сервис стал доступен для всех жителей Красногорска. Кроме того, с 27 июня по 31 июля 2022 года проходило голосование на портале «Добродел». В ходе голосования жители Московской области могли оставить голос за свой жилой комплекс (всего было представлено 96 жилых комплексов).
С 10 января 2023 года сервис заработал в городских округах Балашиха и Подольск. В сервис входят три зоны:
- микрорайон Опалиха —  Опалиха (г. Красногорск)
- микрорайон Павлино — ст. Ольгино (г. Балашиха)
- Юна-Вет —  Подольск (г. Подольск)

Стоимость проезда составляет 51 ₽. Заказ и оплата возможны только в приложении «Транспорт Подмосковья», и только банковской картой. Оплата социальными картами, транспортными картами невозможны, также невозможна оплата наличными (на регулярных маршрутах Московской области отменена позднее, 18 июня 2022 года). Льготы не предусмотрены.
В сентябре 2023 года проект закрыт.

## Оплата проезда на маршрутах перевозчика
| Вид оплаты                                     | Стоимость, ₽ | Примечания                                                                              |
| ---------------------------------------------- | ------------ | --------------------------------------------------------------------------------------- |
| ЕТК «Стрелка», «Тройка»                        | 43,24        | Скидки в рамках системы «Больше ездишь — меньше платишь»                                |
| Банковская карта                               | 44           |                                                                                         |
| ЕТК «Стрелка» учащегося, льготная карта        | 21,62        | Стоимость проезда ниже на 50%, скидки в рамках системы «Больше ездишь — меньше платишь» |
| 1 место багажа (при сумме сторон более 180 см) | 40           |                                                                                         |

### Устаревшие тарифы

#### До 30 мая 2015 года
- На некоторые маршруты была установлена специальная цена (пример: 28 Мытищи — Королёв и 22 Пушкино — Ивантеевка — в пределах одного города 28 ₽, при пересечении границы городов 50 ₽). Это правило «Правило двух городов» (изначально проезд по городу А + проезд по городу Б, но не обязательно часто применяется и на нерегулируемые тарифы). Специальные тарифы указаны в Приложении 2 к Постановлению Правительства Московской области от 05.12.2014 г. № 1041/46[31].

| №                           | Стоимость проезда по двум городам, ₽ | Стоимость проезда по городу А, ₽                  | Стоимость проезда по городу Б, ₽                    | Примечания |
| --------------------------- | ------------------------------------ | ------------------------------------------------- | --------------------------------------------------- | --- |
| 28                          | 56                                   | Мытищи, 28                                        | Королёв, 28                                         | до остановки «Рынок на Яузе» — городской тариф |
| 44, 45                      | 60                                   | Королёв, 35                                       | Пушкино, 35                                         | |
| 470, 904                    | 50                                   | Москва, 30 (проезд строго с/до остановок на МКАД) | Дзержинский, 23 (до остановки «Монтажный завод» 30) | по карте «Автобус» («система Маршрут») на 470, 904 — 38 ₽, залог — 70 ₽. Остановки в черте г. Москвы: «19 ТМП», «Госпиталь», «Белая Дача» (от Москвы до 9-10 часов), «Ворота» (от метро), «Монтажный завод» |
| 305                         | 41                                   | Москва, 25 (до остановки МКАД, или колледж)       | Дзержинский, 25                                     | Дзержинский — остановка МКАД (колледж) 30 (п. 47) |
| Балашиха (Щёлковское шоссе) | по километражу (55 на договорных)    | Москва, по километражу (55 на договорных)         | Балашиха, 25 (27)                                   | |
| 368                         | 55                                   | Москва, Химки 55                                  | Долгопрудный, 30                                    | |

- Реутов: До передачи маршрута от ГУП «Мосгортранс» к «Мострансавто» маршруты 15 и 17 входили в зону «А» города Москвы, где действовала единая цена 30 ₽ на момент передачи. В связи с этим, «Мострансавто» не стал разделять маршруты 15 и 17 на зоны и установил цену в 28 ₽, несмотря на то, что маршрут пролегает на территории 2 городов.
- Химки: позволяет ездить до 33 ₽ (10 км), оплатив как за городской проездной (870, не 1130 ₽). Только при оформлении в городе Химки.
- Месячный проездной билет на проезд автомобильным и городским наземным электрическим транспортом по маршрутам регулярных перевозок в пригородном сообщении (в пределах 30 километров включительно) для учащихся муниципальных образовательных учреждений очной формы обучения, проживающих в сельских поселениях» до 30 км по цене городского (506 ₽).
- В некоторых населённых пунктах (Шатура) при оплате наличными на маршрутах с турникетом до 30 мая 2015 года применялась наценка 5 ₽ (с 30 мая — 12 ₽), при оплате ТКДД (электронным кошельком) она не применялась. С 30 мая 2015 года ТКДД стала недействительной, правило отменено.

#### До 18 июня 2022 года
До 18 июня 2022 года была возможна оплата проезда наличными (64 ₽ с января по июнь 2022 года).

## Подвижной состав
По состоянию на 2025 год АО «Мострансавто» насчитывает более 5 тыс. автобусов. Также АО «Мострансавто» предоставляет автобусы на заказ, в основном, ГАЗ A64R42, ГолАЗ-5251, ЛиАЗ-5250 (ЛиАЗ-5251), ЛиАЗ-4292.60, ЛиАЗ-5292.60, ПАЗ-320445-04, Луидор-2250DS, ГАЗель City, НефАЗ-5299, ЛиАЗ Cruise, Foton BJ6122U8MKB-A2 и другие модели.

Галерея подвижного состава
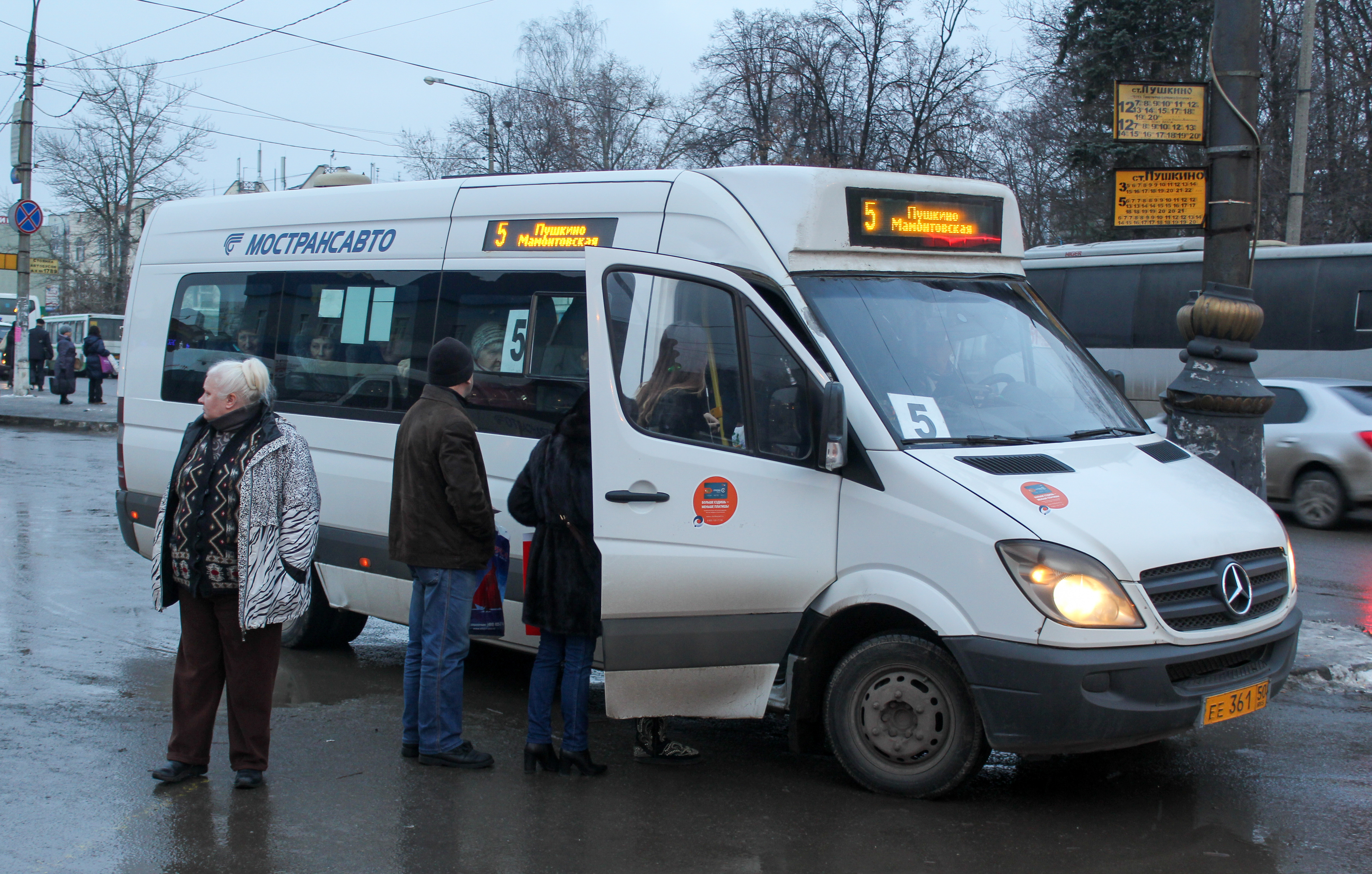
Микроавтобус Луидор-22340C (MB Sprinter 515CDI) в Пушкине, маршрут № 5
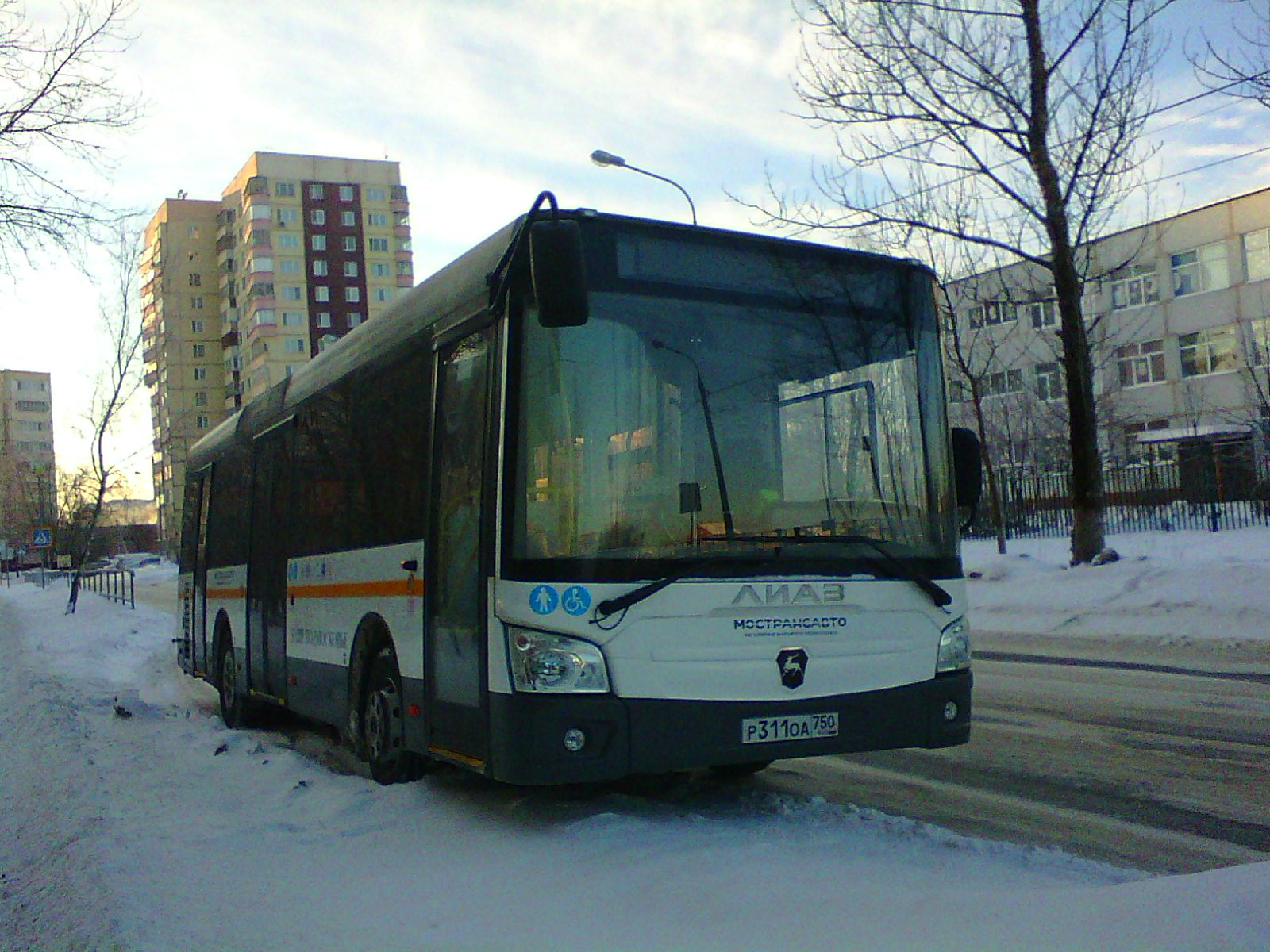
ЛиАЗ-4292.60
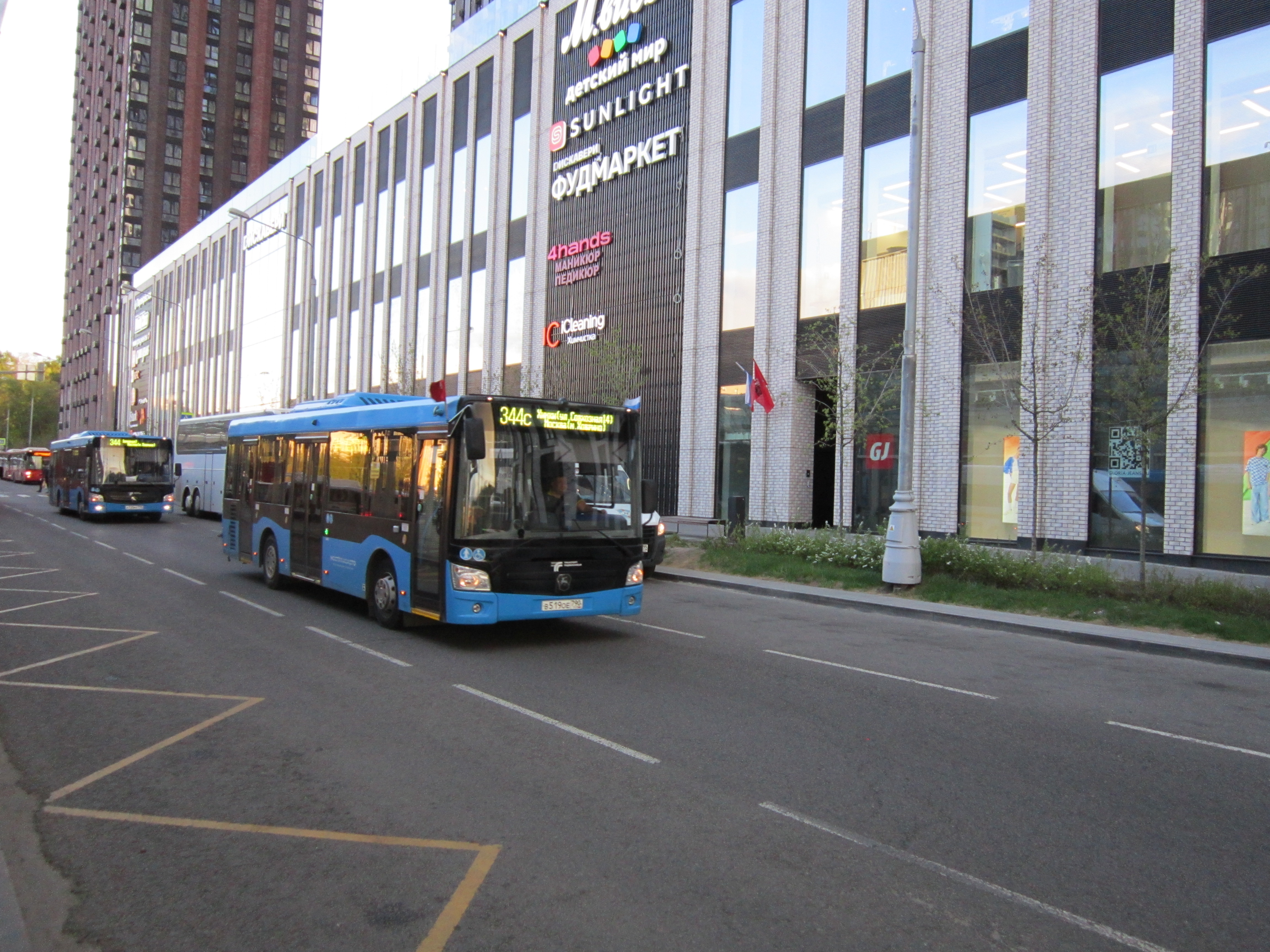
Два автобуса ЛиАЗ-4292.60  синего цвета поставки августа 2022 года[8] в Москве
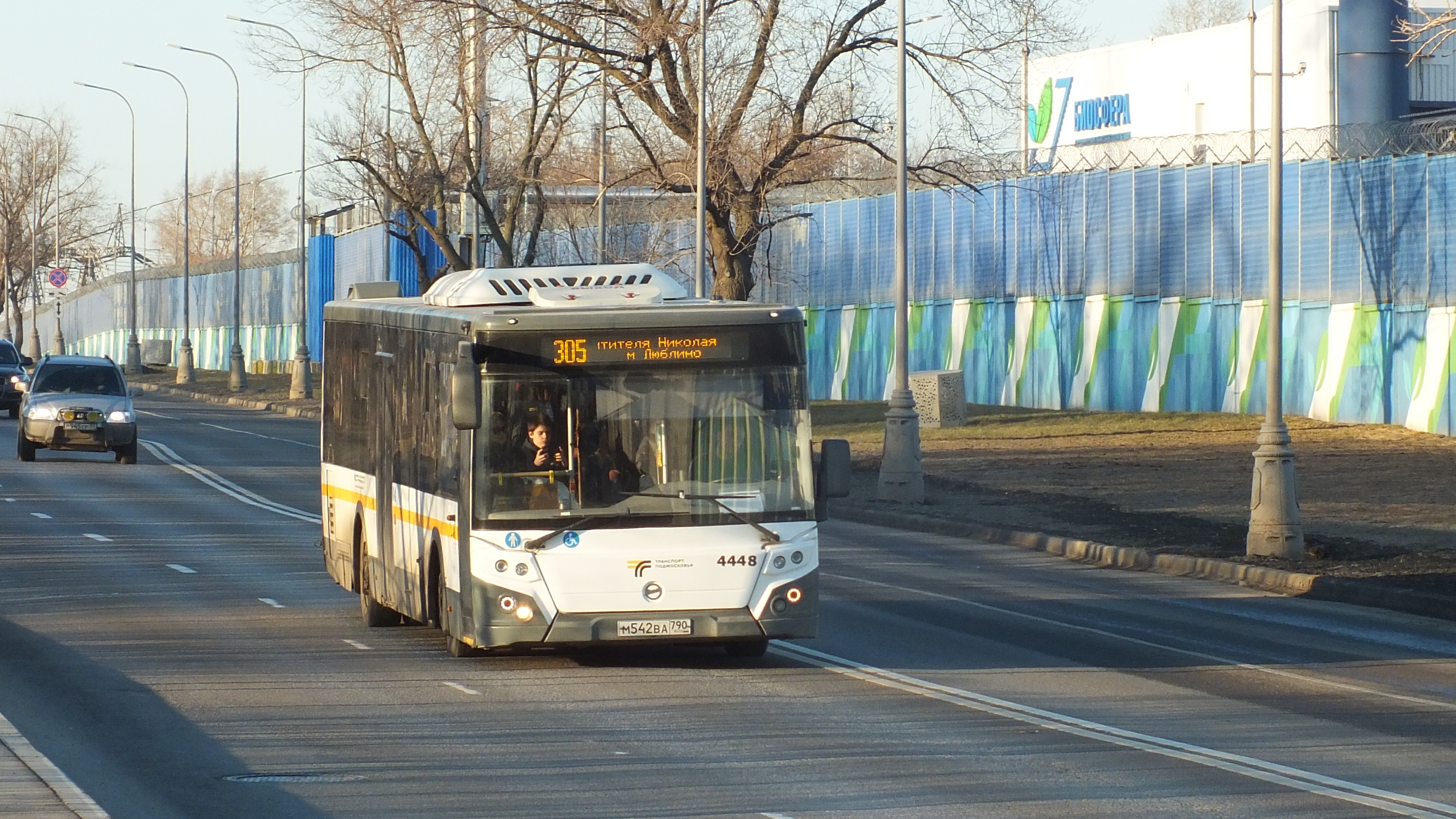
ЛиАЗ-5292.65-03  в Москве на маршруте № 305 города Дзержинский
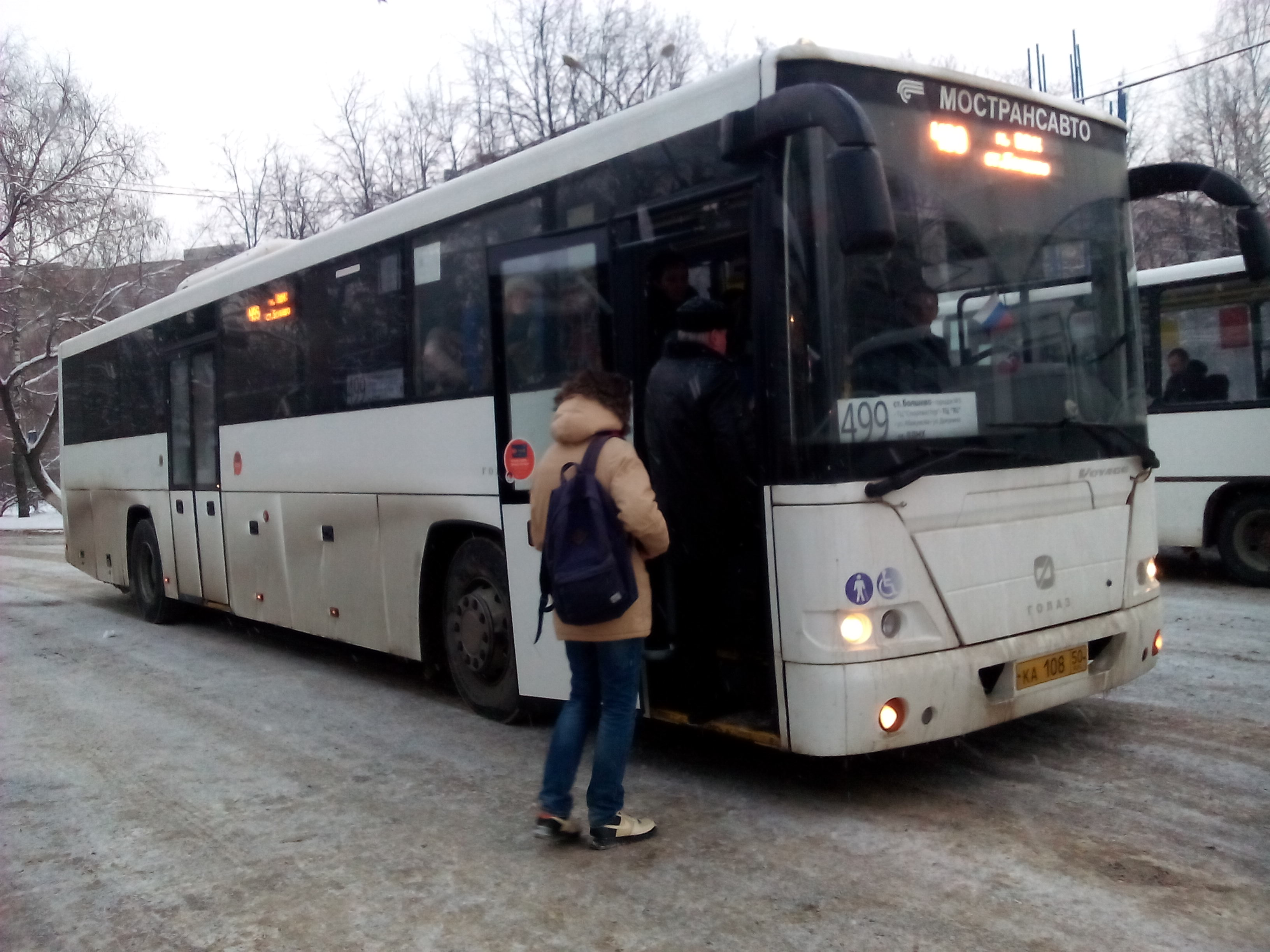
Междугородный автобус ГолАЗ-525110-11 «Вояж»  в Королёве, маршрут № 499
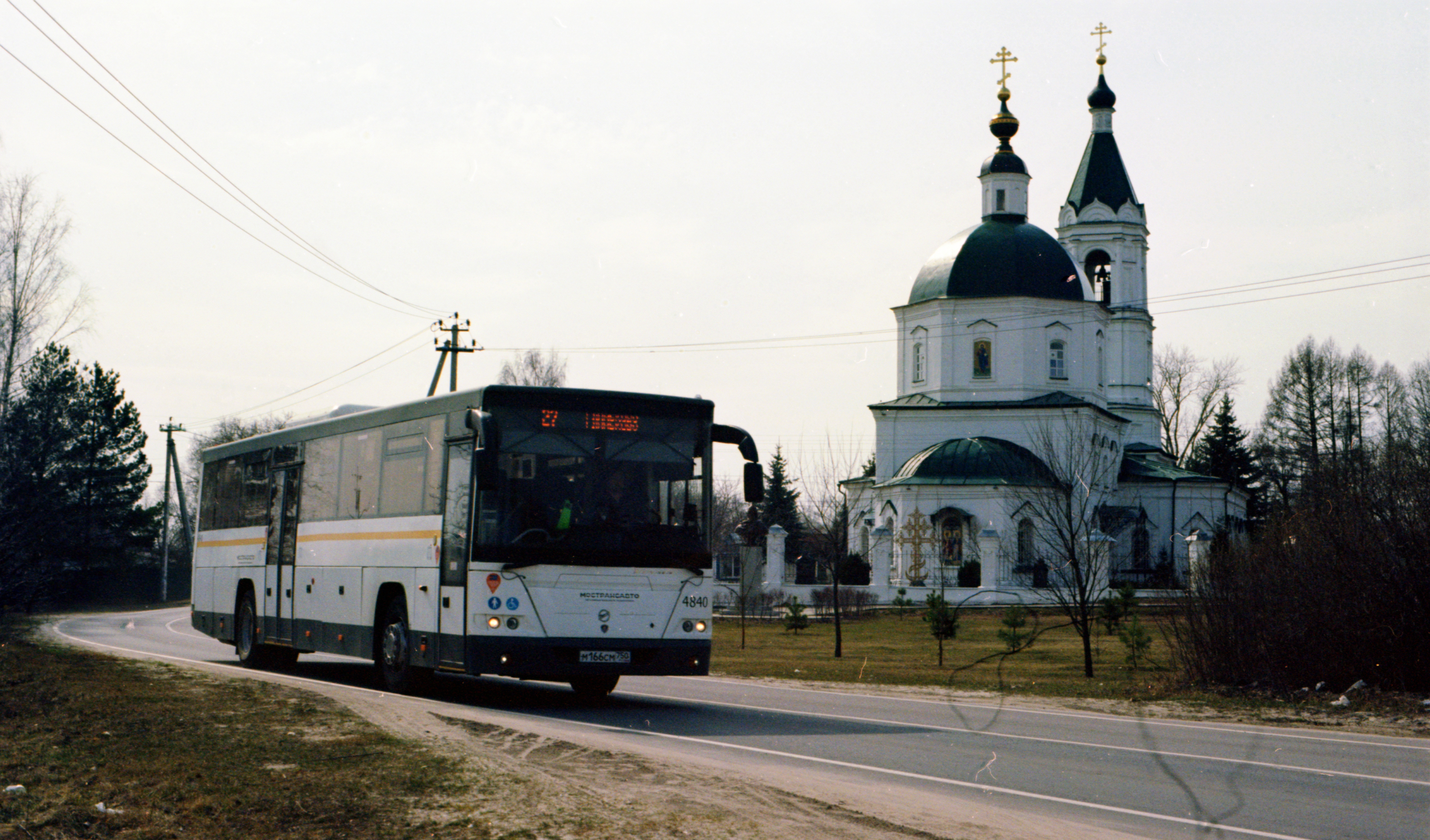
ЛиАЗ-5250  на маршруте № 27 в селе Марчуги
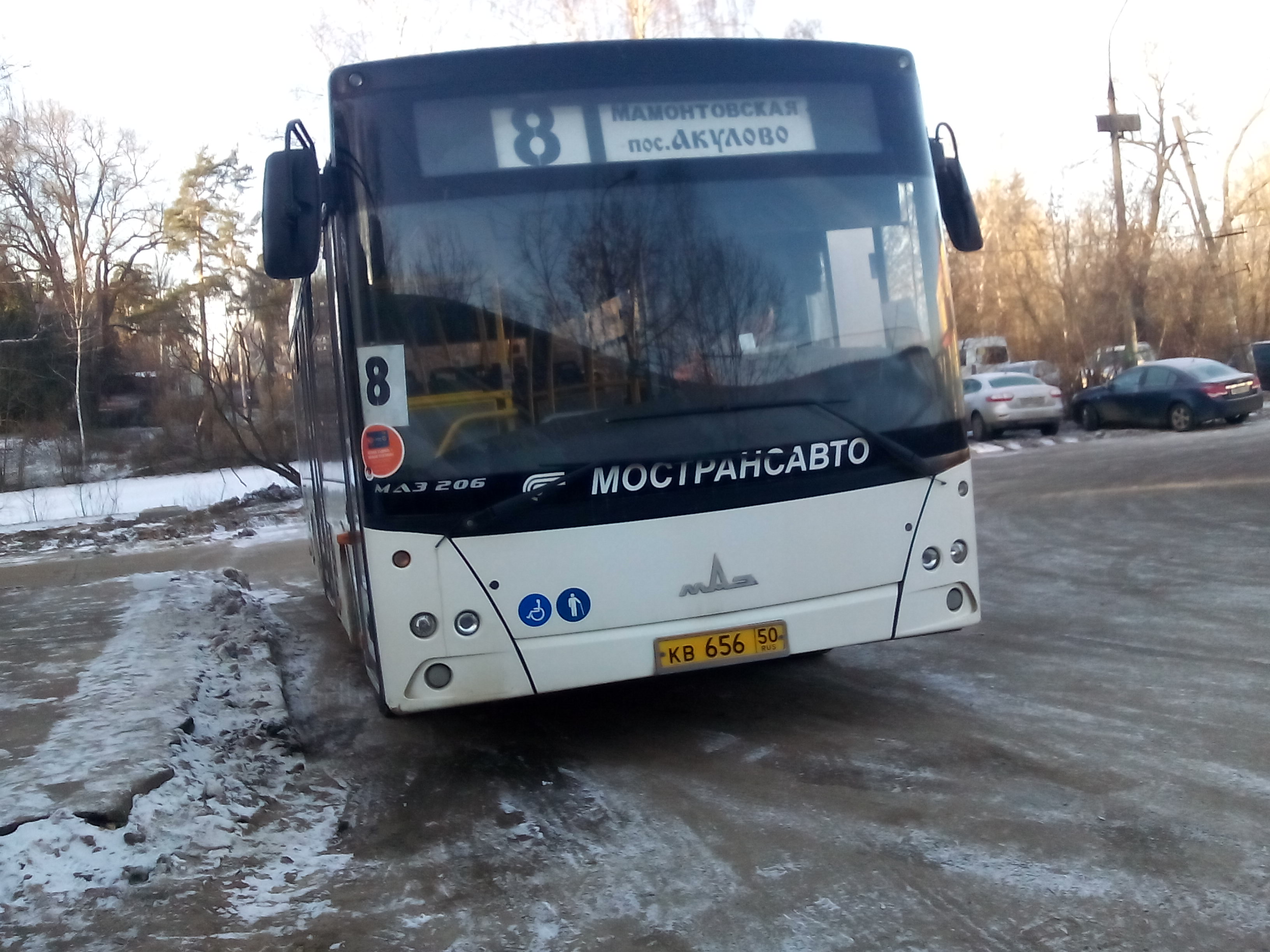
МАЗ-206.068
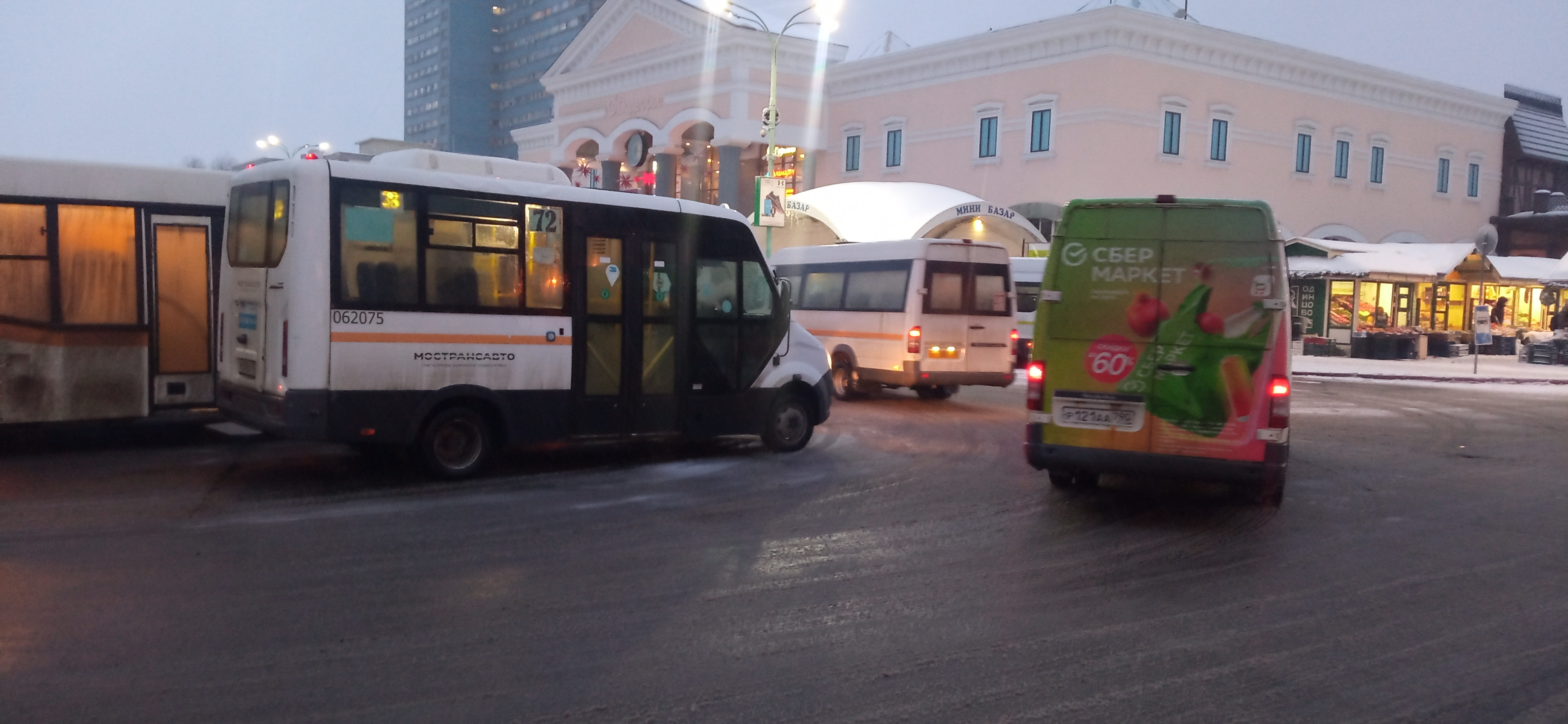
Луидор-2250DS  АО «Мострансавто» (слева) и Луидор-223237 (MB Sprinter Classic) ООО «Домтрансавто» (справа) рядом с  Одинцово, март 2023 года
НефАЗ-5299-40-52  в Жуковском
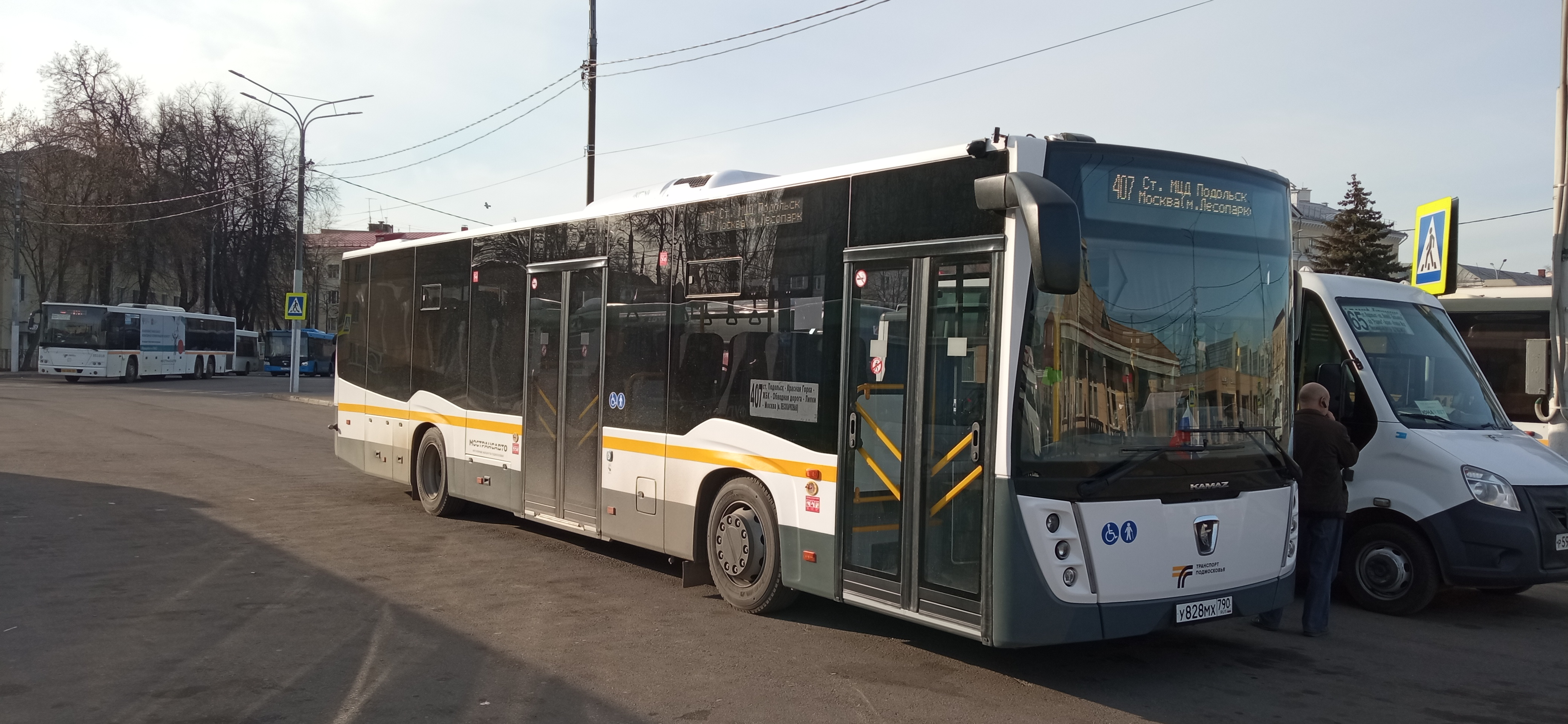
Пригородный автобус НефАЗ-5299-31-52  на стоянке рядом с  Подольск, апрель 2023 года
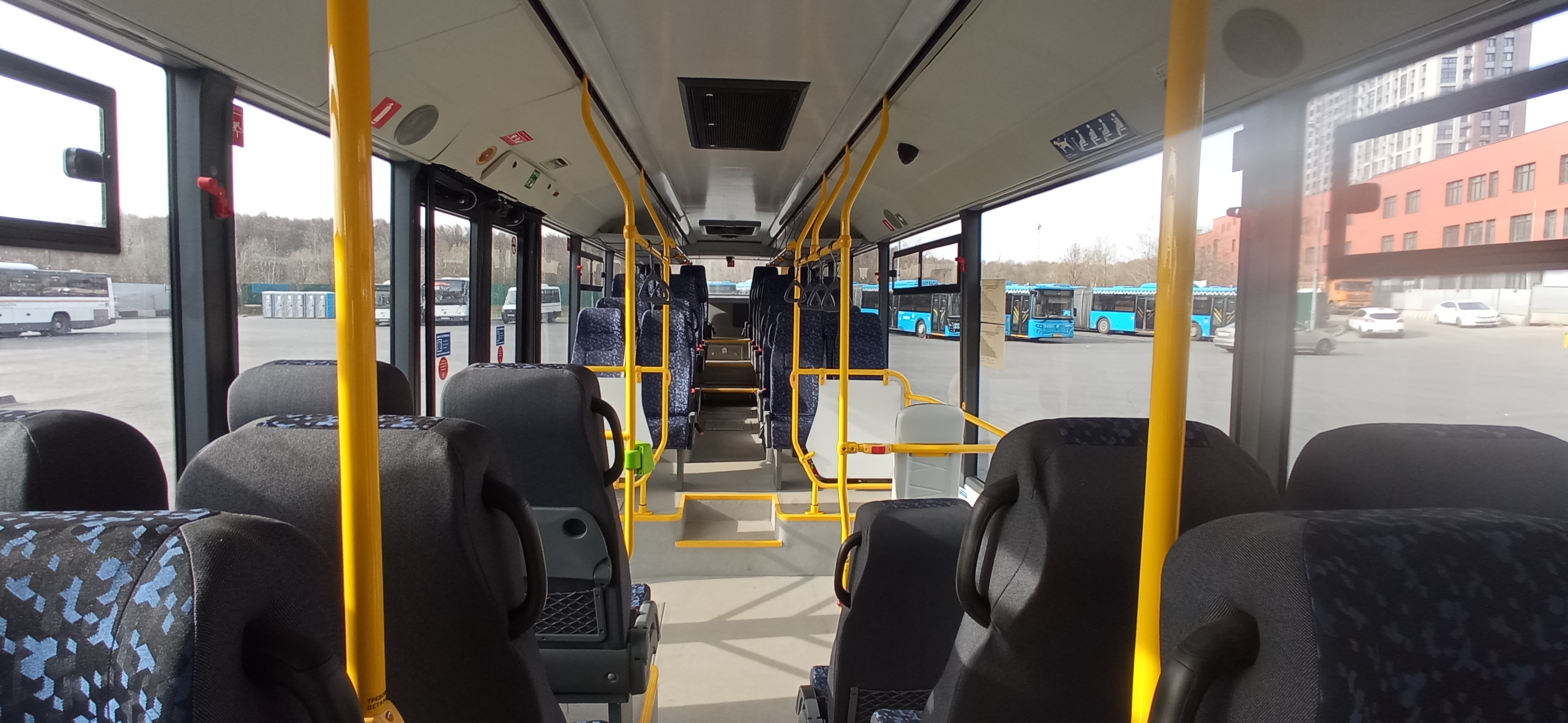
Салон пригородного автобуса НефАЗ-5299-31-52 , вид вперёд
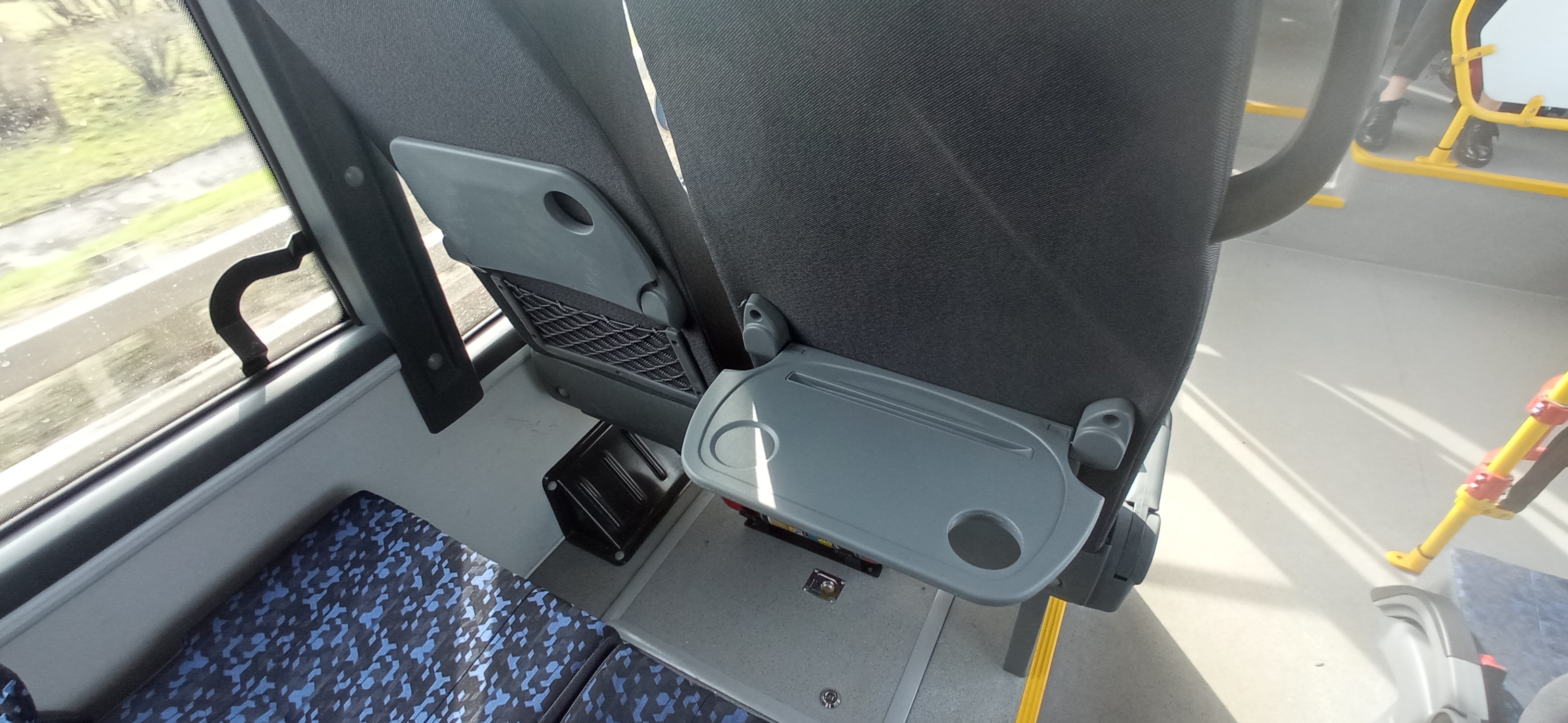
Сиденья пригородного автобуса НефАЗ-5299-31-52
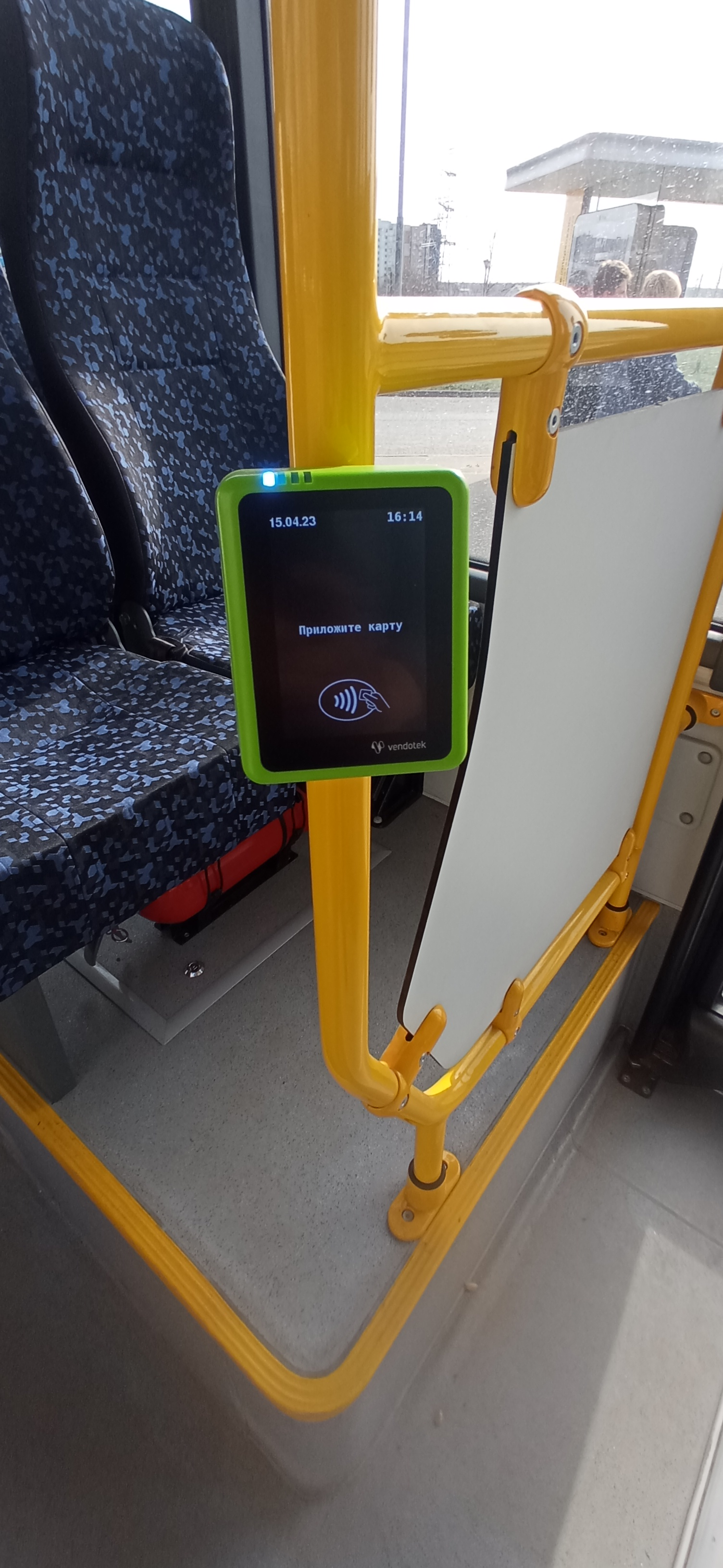
Валидатор в пригородном автобусе НефАЗ-5299-31-52
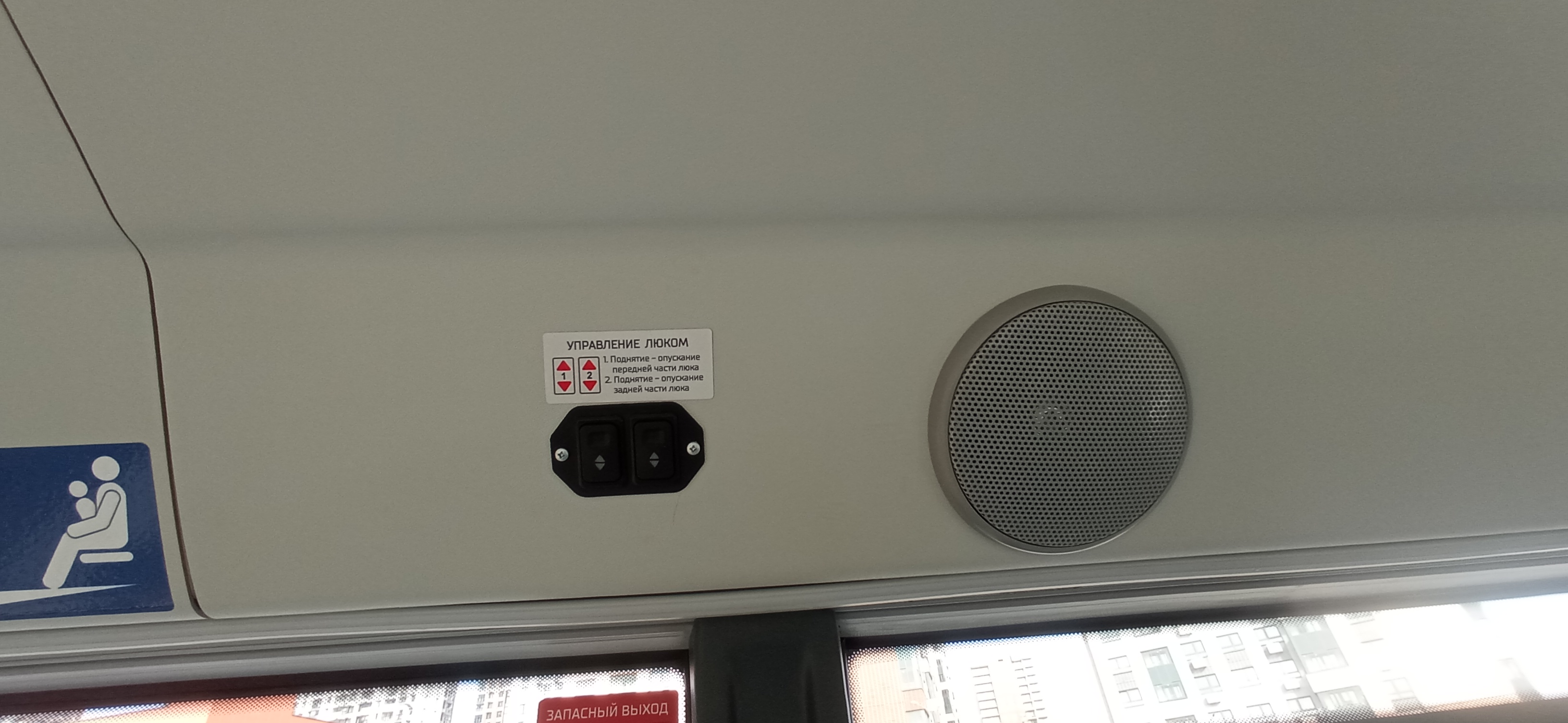
Система управления передним люком в салоне пригородного автобуса НефАЗ-5299-31-52
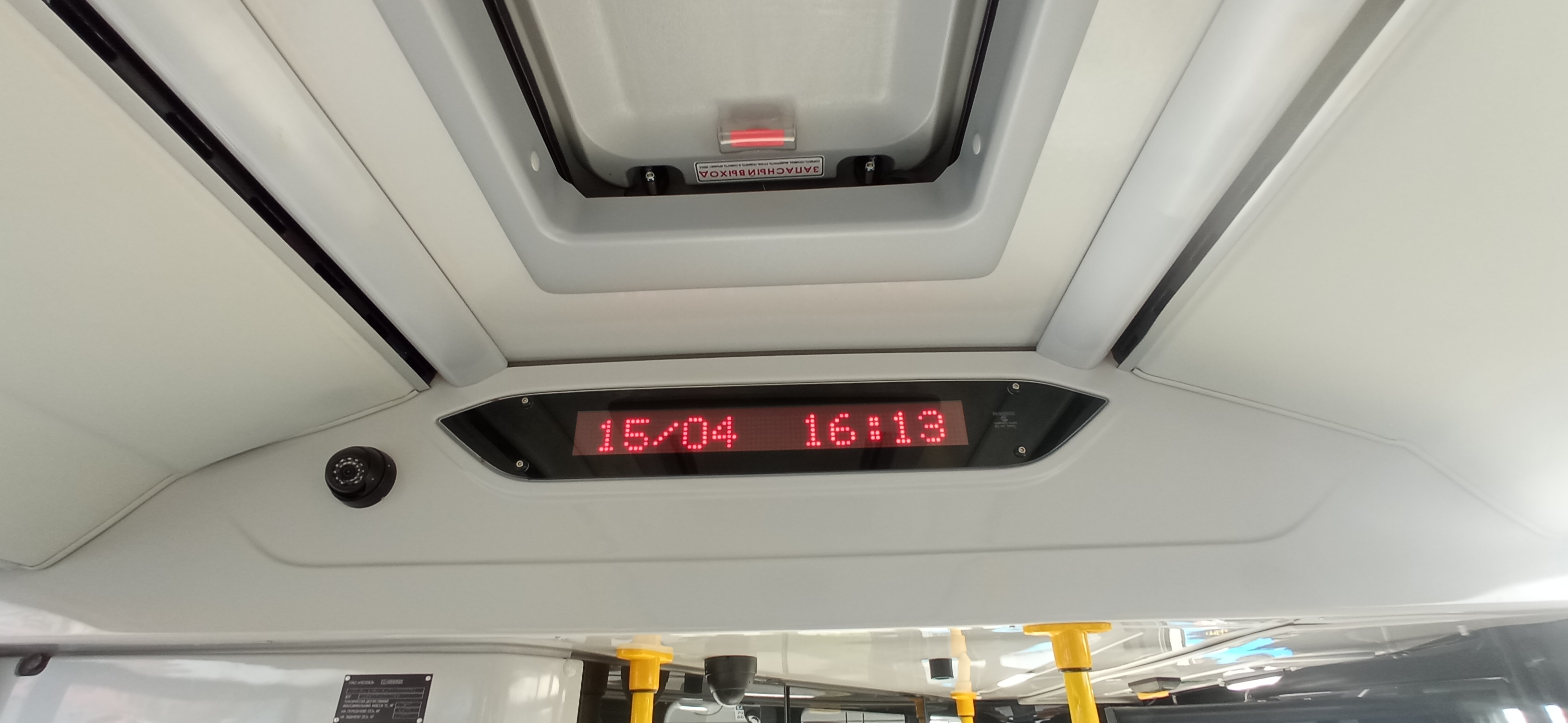
Табло в салоне пригородного автобуса НефАЗ-5299-31-52 . Ниже слева размещена заводская табличка
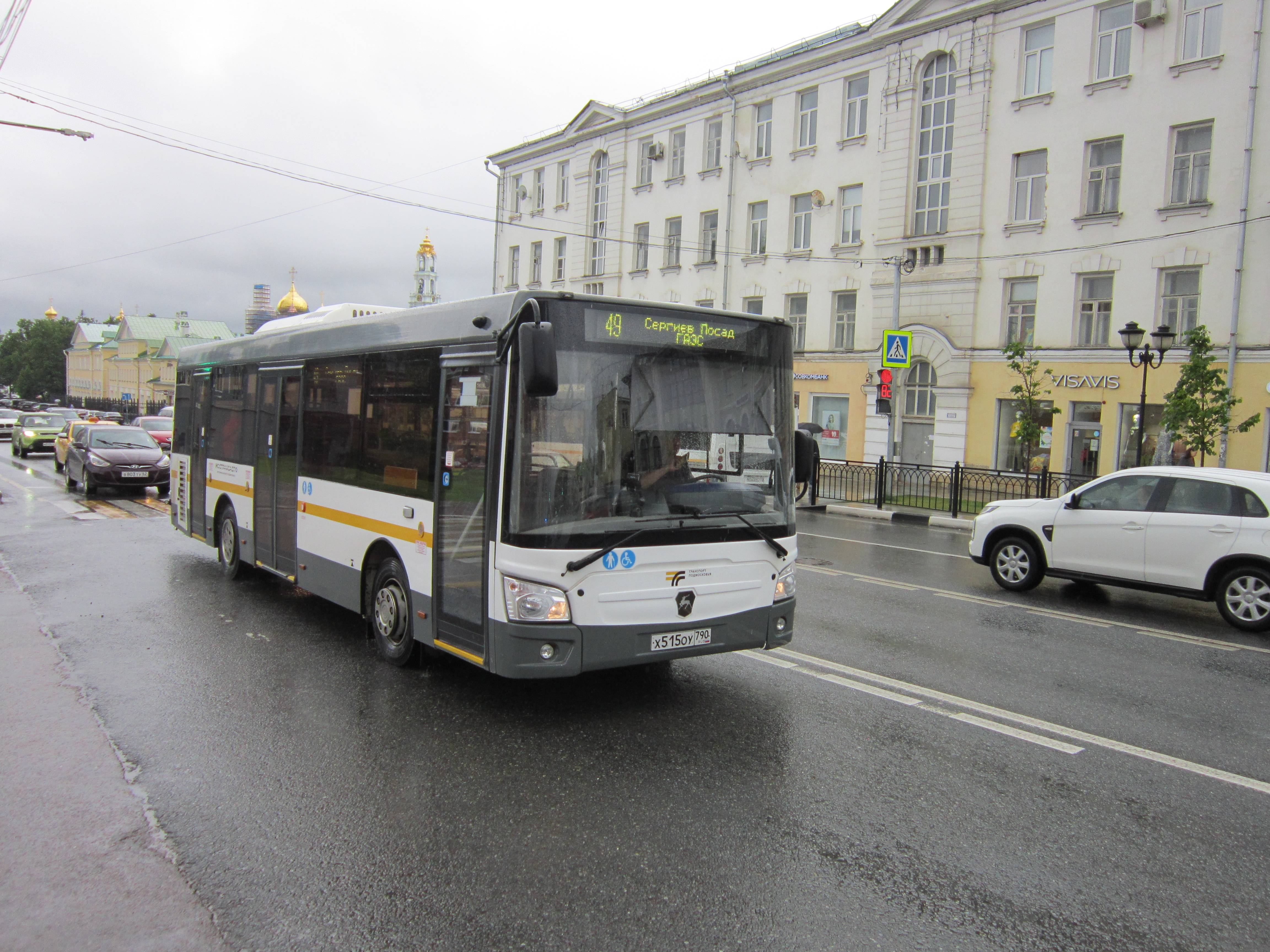
ЛиАЗ-4292.60  с кнопками адресного открытия дверей в Сергиевом Посаде
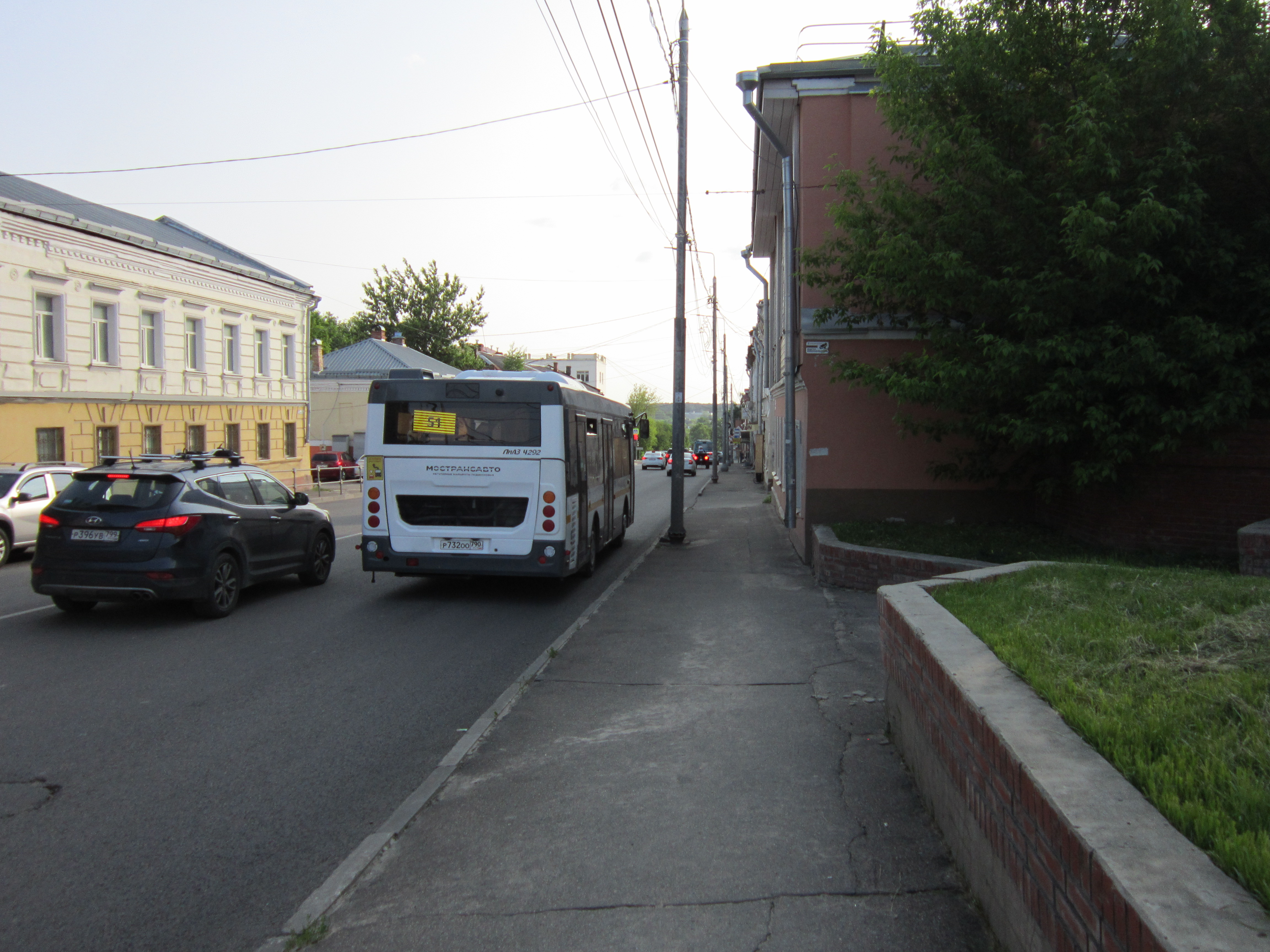
ЛиАЗ-4292.60  в Серпухове с ЭМУ, аналогичным автобусам ЛиАЗ-4292 [41] и новейшим автобусам ЛиАЗ-5292 [42] СПб ГУП «Пассажиравтотранс»
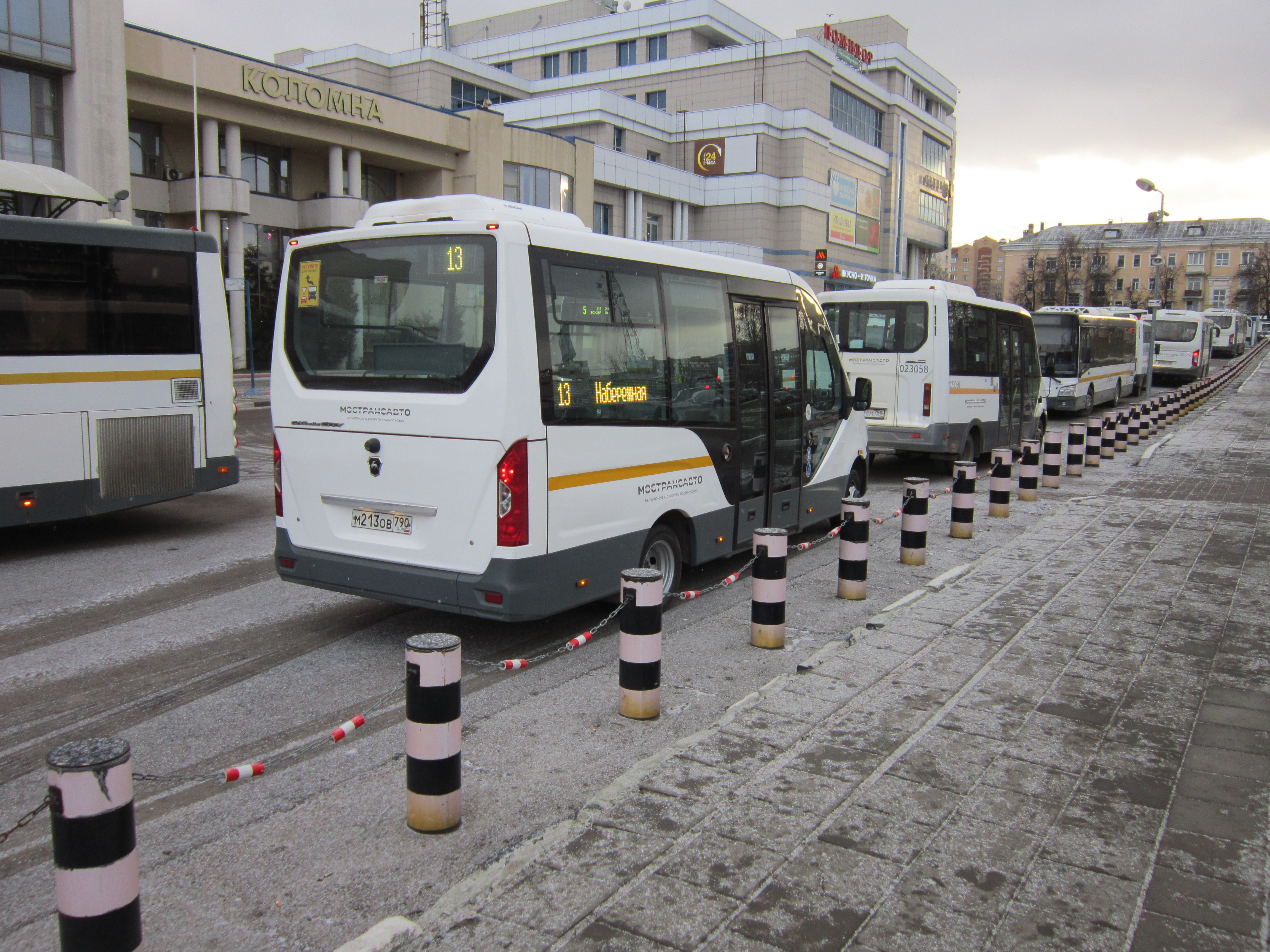
ГАЗель City